# Juan Šuči
Juan Šuči (kitajsko: 袁叔琪; pinjin: Yuán Shúqí; Wade–Giles: Yüan Shu-ch'i), tajvanska lokostrelka, * 9. november 1984, Tajvan.
Sodelovala je na lokostrelskem delu poletnih olimpijskih igrah 2004.